# Bradgate
Bradgate – miasto w Stanach Zjednoczonych, w stanie Iowa, w hrabstwie Humboldt. 

## Demografia
Zgodnie ze spisem statystycznym z 2000, miasto liczyło 101 mieszkańców. W 2023 liczba mieszkańców spadła do 74 osób, a gęstość zaludnienia poniżej 83 osób/km².

## Huragany
21 maja 2004 miasto zostało, prawie całkowicie, zniszczone przez tornado.